# Silene colpophylla
Silene colpophylla är en nejlikväxtart som beskrevs av F. Wrigley. Silene colpophylla ingår i släktet glimmar, och familjen nejlikväxter. Inga underarter finns listade i Catalogue of Life.